# Johan Ejdepalm
Johan Ejdepalm (* 4. Januar 1982 in Uppsala) ist ein ehemaliger schwedischer Eishockeyspieler.

## Karriere
Ejdepalm begann seine Karriere in der Saison 1998/99 bei Almtuna IS in der schwedischen Division 1, sein Durchbruch in der ersten Mannschaft gelang ihm dann in der Saison 2000/01, in der ihm mit seinem Team der Aufstieg in die zweite schwedische Liga gelang.
Zur Saison 2002/03 wechselte er zu Hammarby IF, wo er bis zur Saison 2004/05 unter Vertrag stand, bevor es ihn vor der Saison 2005/06 zu den Växjö Lakers zog. In der Saison 2006/07 spielte Ejdepalm dann in der 2. Bundesliga beim EHC München, kehrte aber zur Saison 2007/08 in seine Heimat zurück und unterschrieb einen Vertrag bei Luleå HF in der Elitserien. Nach drei Jahren in Schweden wechselte er zur Saison 2010/11 erneut nach Deutschland zum EHC München. Nach drei weiteren Spielzeiten im Trikot der Münchener unterschrieb Ejdepalm für die Saison 2013/14 einen Einjahresvertrag beim Ligakonkurrenten Hamburg Freezers. In der Saison 2014/15 spielte der Verteidiger beim ungarischen EBEL-Club SAPA Fehervar AV19, ehe er im Sommer 2015 zu den Belfast Giants in die Elite Ice Hockey League wechselte. Nach der Saison 2015/16 beendete er seine aktive Karriere.
International wurde Ejdepalm bei der Eishockey-Weltmeisterschaft der Junioren 2002 eingesetzt und erzielte ein Tor.

## Statistiken
(Legende zur Spielerstatistik: Sp oder GP = absolvierte Spiele; T oder G = erzielte Tore; V oder A = erzielte Assists; Pkt oder Pts = erzielte Scorerpunkte; SM oder PIM = erhaltene Strafminuten; +/− = Plus/Minus-Bilanz; PP = erzielte Überzahltore; SH = erzielte Unterzahltore; GW = erzielte Siegtore; 1 Play-downs/Relegation; Kursiv: Statistik nicht vollständig)